# 聖約翰斯港

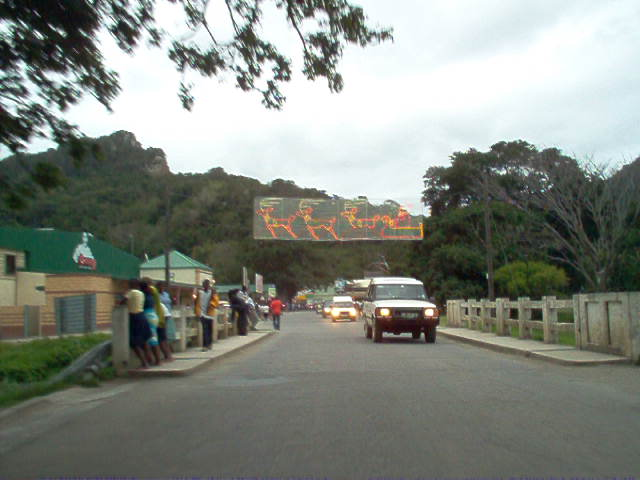

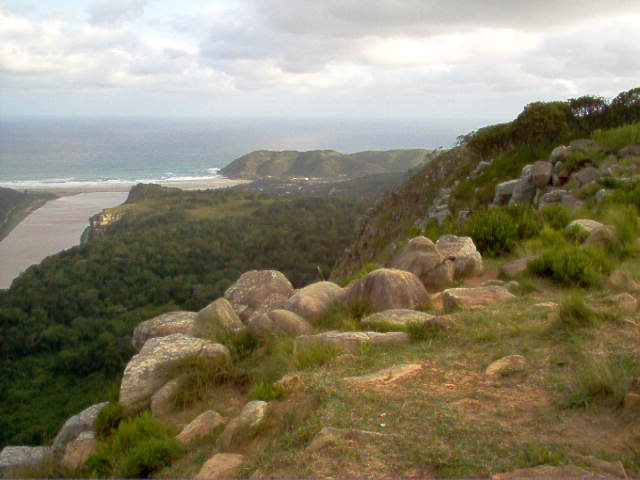

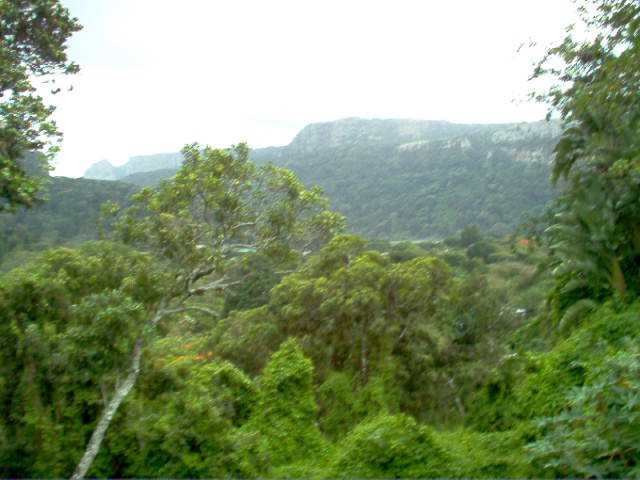

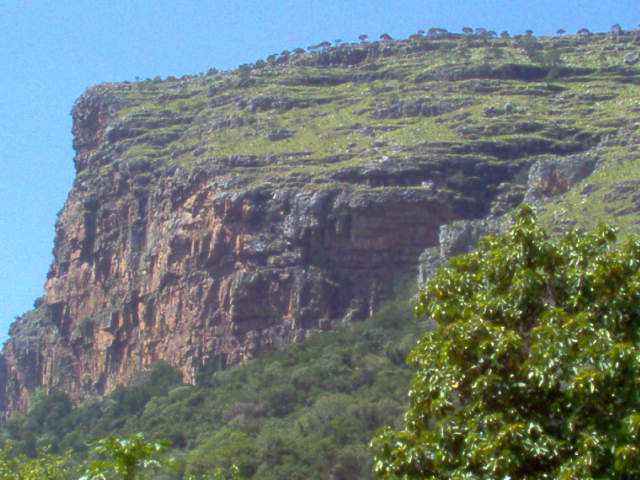

聖約翰斯港是南非的城鎮，位於該國東部，由東開普省負責管轄，距離烏姆塔塔70公里，面積8.79平方公里，2001年人口5,181，人口密度每平方公里約590人。